# دونالد إس. كوبيرن
دونالد إس. كوبيرن (بالإنجليزية: Donald S. Coburn)‏ هو محامي أمريكي، ولد في 18 أبريل 1939 في نيويورك في الولايات المتحدة.